# 61386 Намікосі
61386 Намікосі (61386 Namikoshi) — астероїд головного поясу, відкритий 24 серпня 2000 року.
Тіссеранів параметр щодо Юпітера — 3,505.
Названо на честь Намікосі (яп. なみこし(浪越) намікосі)